# Vasile Dem Zamfirescu
Vasile Dem Zamfirescu (n. 28 octombrie 1941, București) este psihanalist,  profesor universitar, editor, eseist și traducător.

## Biografie

### Studii
După terminarea liceului Mihai Viteazul din București, Vasile Dem. Zamfirescu a urmat, între 1960-1965, cursurile Facultății de Filosofie, secția Pedagogie, din cadrul Universității din București, iar în 1975, la îndemnul lui Constantin Noica,  a absolvit Facultatea de Filologie, specialitatea Limba Germană/Limba Engleză .
În 1975 a susținut doctoratul în filosofie la Universitatea din București cu o lucrarea Etică și psihanaliză.

### Cariera științifică
Vasile Dem. Zamfirescu a lucrat ca cercetător științific la Institutul de Filosofie al Academiei Române și la Laboratorul de Antropologie al Institutului Victor Babeș, în perioada 1966-1998.

### Cariera didactică
Prof. univ. dr. Zamfirescu a predat timp de 10 ani (între 1991-2000) disciplinele: Psihanaliză Filosofică, Filosofia Inconștientului, Tehnica Psihanalizei (secția Psihologie), Psihanaliză și Pedagogie (secția Pedagogie) în cadrul Facultății de Filosofie și Facultății de Psihologie și Științele Educației, Universitatea București, iar din 1998 până în prezent Introducere în Psihanaliză și Elemente de Tehnică a Psihanalizei în cadrul Facultății de Psihologie, Universitatea Titu Maiorescu. Începând cu anul 2004 devine șef de catedră Psihologie și Psihoterapie la aceeași universitate. 

### Cariera și activitatea psihanalitică
Deși oficial pregătirea pentru cariera psihanalitică a început din 1986, odată cu începerea analizei personale, psihanalistul Vasile Dem. Zamfirescu și-a dezvăluit vocația pentru această disciplină încă din 1968 atunci când, în condițiile ostile ale comunismului, a reușit să impună ca temă a lucrării sale de  doctorat în filosofie relația între etică și psihanaliză, care a fost publicată parțial sub forma de carte în 1973 ("Etică și psihanaliză"). 
Debutul practicii psihanalitice are loc în 1988, iar din 1990 devine membru fondator, vicepreședinte (1994-1998) și președinte (1998-2006)  al Societății Române de Psihanaliză . Începand cu  1997 este membru direct al IPA (Asociația Psihanalitică Internațională), psihanalist formator și supervizor.

### Activitate editorială
Din 1994 devine membru fondator al revistei de cultură psihanalitică Psihanaliza și al Editurii Trei, unde s-a ocupat de traducerea operelor complete ale lui Sigmund Freud și Carl Gustav Jung și a contribuit substanțial la promovarea în rândurile cititorilor români a altor opere importante din domeniul psihologiei, psihoterapiei și psihanalizei, în calitate de coordonator al colecțiilor „Biblioteca de psihanaliză” și „Psihologia practică”.
2008-2010 - Director al Revistei Române de Psihanaliză. 

## Volume publicate

### Cărți și manuale
- 1973 - Etică și psihanaliză, Editura Științifică
- 1982 - Etică și etologie, Editura Științifică și Enciclopedică
- 1985 - Între logica inimii și logica minții, Editura Cartea Românească (prima ediție) și Editura Trei, 1997 (a doua ediție)
- 1994 - În căutarea sinelui. De la filosofie la psihanaliză în comunism (Premiul Asociației Scriitorilor din București pentru eseu)
- 1995 - Nedreptatea ontică, Editura Trei
- 2001 - Filosofia inconștientului, Editura Trei
- 2003 - Introducere în psihanaliza freudiană și postfreudiană, Editura Trei
- 2009 - Povestiri de psihoterapie românească (coordonator volum și autor), Editura Trei
- 2012 - Nevroză balcanică, Editura Trei
- 2014 - De la filosofie la psihanaliză & retur. Dialoguri cu Vasile Dem. Zamfirescu consemnate de Leonid Dragomir, Editura Trei
- 2025 - Jurnal de psihanalist, Editura Trei

### Traduceri
- 1977 - Scrieri filozofice, Herbert Marcuse (traducere împreună cu Ion Herban, Sorin Vieru), ed. Politică
- 1980 - Scrieri despre literatură și artă, Sigmund Freud
- 1994 -  Vocabularul psihanalizei, Laplanche și Pontalis  (coordonare terminologică și traducere împreună cu Radu Clit, Alfred Dumitrescu, Vera Șandor)
- 1994 - În lumea arhetipurilor, Carl Gustav Jung
- 1995 - Critica facultății de judecare, Immanuel Kant (în colaborare cu Alexandru Surdu)
- 1996 - Eseuri de psihanaliză aplicată, Sigmund Freud
- 2003 - Arhetipurile și inconștientul colectiv, Carl Gustav Jung (în colaborare cu Dana Verescu)
- 2004 - Psihologia fenomenelor oculte, Carl Gustav Jung (în colaborare cu Dana Verescu)
- 2009 - Agresivitatea umană, Iraeneus Eibesfeldt
- 2010 - Cuvântul de spirit și raportul său cu inconștientul, Sigmund Freud
- 2010 - Psihologia inconștientului, Sigmund Freud (în colaborare cu Gilbert Lepădatu și George Purdea)
- 2010 - Studii despre societate și religie, Sigmund Freud (în colaborare cu George Purdea și Roxana Melnicu)

### Texte ale autorului disponibile online
- Vasile Dem Zamfirescu în Dilema Veche Arhivat în 15 septembrie 2012, la Wayback Machine.
- Eseuri și comentarii în România Culturală Arhivat în 30 iunie 2012, la Wayback Machine.
- Psychologies - Iubirea este sursa credintei
- Povestea unei editii: Freud, Opere complete, Vasile Dem. Zamfirescu, Observator cultural - numărul 332, august 2006
- Vasile Zamfirescu: Criza psihanalizei și schimbarea în instituțiile psihanalitice

### Interviuri
- „Psihanaliza e oglinda in care iti vezi spatele“. Interviu cu Vasile Dem. ZAMFIRESCU, Svetlana Cârstean, Observator cultural - numărul 68, iunie 2001
- Istoria ne-a creat o stimă de sine negativă care merge până la ură Arhivat în 2 februarie 2014, la Wayback Machine., 15 ianuarie 2013, Daniela Oancea, Cariere Online
- Psihologie practica
- Vasile Dem Zamfirescu: Modelul pe care îl reprezint
- Interviu video cu prof. dr. univ. Vasile Zamfirescu  Arhivat în 3 august 2011, la Wayback Machine.